# Amour d'indienne
Pour les articles homonymes, voir Kit Carson (homonymie).

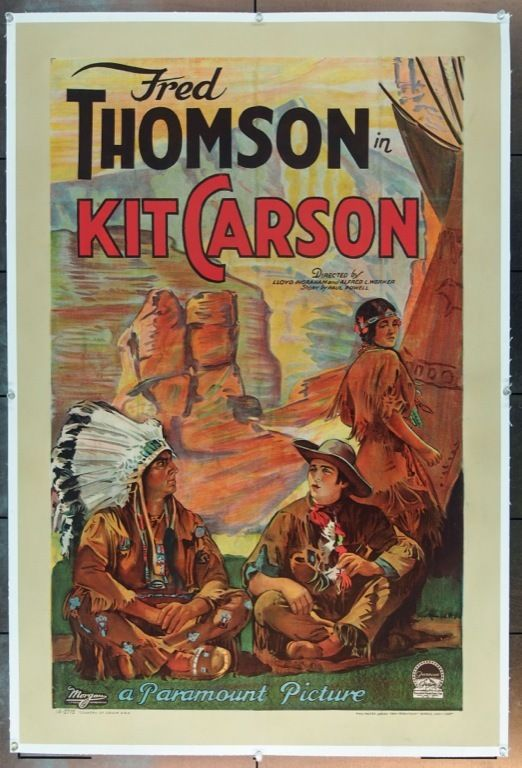
Affiche du film.

Amour d'indienne (Kit Carson) est un film américain réalisé en 1928 par Lloyd Ingraham et Alfred L. Werker.

## Fiche technique
- Titre français : Amour d'indienne
- Titre original : Kit Carson
- Réalisation : Lloyd Ingraham et Alfred L. Werker
- Scénario : Paul Powell

## Distribution
- Fred Thomson : Kit Carson
- Nora Lane : Josefa
- Dorothy Janis
- Raoul Paoli
- William Courtright : le vieux Bill Williams
- Nelson McDowell
- Ray Turner